# Strážiště
Strážiště település Csehországban, a Mladá Boleslav-i járásban. Strážiště Mukařov, Ralsko, Chocnějovice, Všelibice, Hlavice és Neveklovice településekkel határos. Lakosainak száma 134 fő (2024. január 1.).

## Népesség
A település lakosságának változását az alábbi diagram mutatja:
| Lakosok száma | 427  | 379  | 320  | 328  | 128  | 95   | 116  | 124  | 133  | 134  |
|               | 1869 | 1890 | 1921 | 1950 | 1980 | 2001 | 2017 | 2019 | 2022 | 2024 |